# Richard Rowland
Richard Rowland (ur. 8 grudnia 1880 w Pittsburghu, zm. 12 maja 1947 w Nowym Jorku) – amerykański producent filmowy.

## Wybrana filmografia
- 1928: The Barker
- 1929: Królowa bez korony
- 1936: Along Came Love

## Wyróżnienia
Posiada swoją gwiazdę na Hollywoodzkiej Alei Gwiazd.